# Bullhead
Bullhead es un álbum de estudio de la banda estadounidense de grunge Melvins, lanzado en 1991 a través de Boner Records. Contiene canciones de más duración que los anteriores trabajos de la banda, ya que antes de este, la mayoría duraban entre dos o tres minutos.

## Lista de canciones
- Todas las canciones compuestas por Buzz Osborne.

| N.º | Título                 | Duración |  |
| 1.  | «Boris»                | 8:34     |  |
| 2.  | «Anaconda»             | 2:23     |  |
| 3.  | «Ligature»             | 3:49     |  |
| 4.  | «It's Shoved»          | 2:35     |  |
| 5.  | «Zodiac»               | 4:14     |  |
| 6.  | «If I Had An Exorcism» | 3:07     |  |
| 7.  | «Your Blessened»       | 5:39     |  |
| 8.  | «Cow»                  | 4:31     |  |

## Personal
- Dale - batería
- Buzz - guitarra, voz
- Lorax - bajo
- Jonathan Burnside - productor